# Peugeot Type 81, 96 e 106
Le Type 81, 96 e 106 erano tre modelli di autovettura prodotti dal 1906 al 1908 dalla Casa automobilistica francese Peugeot.

## Profilo
Nel 1906 fu introdotta la Type 81, chiamata a raccogliere l'eredità della precedente Type 71. Era una vettura a vocazione familiare, equipaggiata da un motore non tanto potente quanto elastico. Si trattava di un 4 cilindri da 2207 cm³ di cilindrata in grado di erogare appena 15 CV di potenza massima a 1400 giri/min.
Fu disponibile in tre varianti di carrozzeria ed ebbe un discreto successo soprattutto come taxi. Era lunga 3.82 metri per 1.61 di larghezza, ingombri che per l'epoca erano generosi ma non esagerati, tipici di una vettura di classe medio-alta. In particolare, questa vettura di concezione relativamente moderna per l'epoca viene ricordata per essere l'immediata antenata dei famosi taxi della Marna, impiegati con successo durante la prima guerra mondiale.
Tra le caratteristiche di questa vettura vi furono l'adozione di un radiatore piatto e della trasmissione tramite albero. La Type 81 fu prodotta nel solo 1906 in 251 esemplari.
Fu sostituita nel 1907 dalla Type 96, più grande e spaziosa (4.1 metri di lunghezza), prodotta su un telaio dal passo maggiorato ed equipaggiata dallo stesso motore della Type 81. Fu prodotta in 55 esemplari solo nel 1907.
Il 1908 vide invece l'introduzione, sempre per quell'anno, della Type 106, di ingombri analoghi a quelli della Type 96 ed equipaggiata dalla stessa motorizzazione di 2.2 litri. Fu prodotta in 109 esemplari.